# Жигунов, Владимир Романович
Жигунов Владимир Романович (9 апреля 1920 года — 16 мая 2000 года) — командир звена 140-го гвардейского Киевского Краснознамённого ордена Богдана Хмельницкого штурмового авиационного полка (8-я гвардейская Полтавская Краснознамённая ордена Богдана Хмельницкого штурмовая авиационная дивизия, 1-й гвардейский штурмовой авиационный корпус, 2-я воздушная армия, 1-й Украинский фронт), Герой Советского Союза, гвардии лейтенант.

## Биография
Родился 9 апреля 1920 года в деревне Нашковичи ныне в черте деревни Шамовщина Мстиславского района Могилёвской области. Белорус.
Работал чертёжником на заводе в Балашихе, окончил аэроклуб.
В армии с 1941 года. Окончил Одесскую военную авиационную школу пилотов в 1942 году. Был направлен в запасной штурмовой авиационный полк, где прошёл курс обучения на самолёт Ил-2. На фронтах Великой Отечественной войны с июля 1943 года. Воевал в составе Степного, 2-го и 1-го Украинских фронтов, освобождал Харьков, Полтаву, Кировоград, Львов, помогал войскам в успешном форсировании Днепра, Днестра, Прута.
К январю 1945 года совершил 109 боевых вылетов на штурмовку железнодорожных эшелонов, аэродромов, скоплений войск противника.
Звание Героя Советского Союза присвоено 27 июня 1945 года.
После войны продолжал службу в армии. В 1955 году окончил Военно-воздушную академию. С 1960 года — в запасе.
Скончался 16 мая 2000 года в городе Воронеже.

## Память

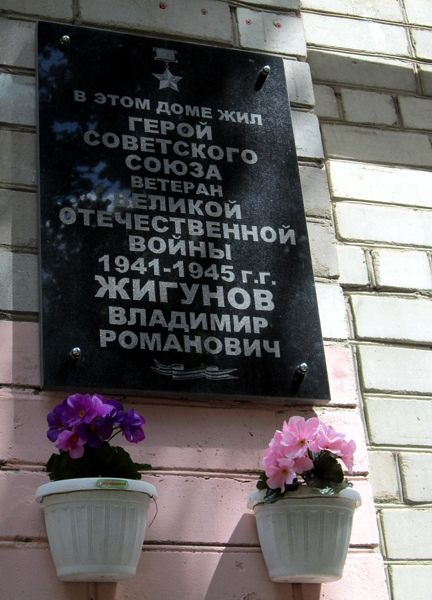
Мемориальная доска в Воронеже.

- Мемориальная доска на аллее Героев в городе Балашиха.
- Мемориальная доска в Воронеже (улица Остужева, дом 36).
- Самолет Су-25УБ (бортовой номер 79) Липецкого центра подготовки авиационного персонала и войсковых испытаний получил имя Героя Советского Союза Владимира Жигунова. Самолет такого типа впервые стал именным, сообщили в пресс-службе Минобороны. Торжественные мероприятия на базе Липецкого авиацентра, прошедшие с участием представителей Главного командования ВВС, ветеранов Военно-воздушных сил, областной и городской администраций и сына прославленного советского летчика Александра Владимировича, завершились первым полётом на именном самолёте с выполнением фигур одиночного высшего пилотажа над аэродромом[3].